# Гаспарри, Маурицио
Маурицио Гаспарри (итал. Maurizio Gasparri; род. 18 июля 1956, Рим) — итальянский журналист и политик.

## Биография
Родился 18 июля 1956 года в Риме, окончил классический лицей. В юности увлёкся политикой, стал активистом молодёжной организации Итальянского социального движения — Молодёжный фронт.
Вошёл в руководство газеты Secolo d'Italia. В 1988 году, когда Джанфранко Фини возглавил ИСД, Гаспарри вошёл в национальный секретариат партии. В 1992 году впервые избран в Палату депутатов по спискам Итальянского социального движения, в 1994 году переизбран по одномандатному округу и получил в первом правительстве Берлускони должность младшего статс-секретаря Министерства внутренних дел. В 1995 году назначен координатором Исполнительного комитета Национального альянса, в 1996 году вновь избран в Палату депутатов по партийным спискам и стал заместителем лидера фракции НА. В 2001 году получил портфель министра связи во втором правительстве Берлускони, в этой должности инициировал закон Гаспарри, установивший единую систему организации радиотелевизионного вещания в Италии. В 2008 году избран в Сенат по спискам Народа свободы, в 2013 году переизбран в Сенат и был избран заместителем председателя палаты.
25 сентября 2022 года по итогам парламентских выборов вновь избран в Сенат, теперь по списку возрождённой партии Вперёд, Италия в провинции Рим региона Лацио (своё место в списке ему уступил сам Сильвио Берлускони).
19 октября 2022 года избран заместителем председателя Сената.
21 ноября 2023 года избран лидером партийной фракции в Сенате.

## Личная жизнь
13 февраля 2009 года в блоге Беппе Грилло был опубликован «предполагаемый некролог» Маурицио Гаспарри, в котором говорилось о его смерти в Форли 13 октября 2028 года.